# Rhododendron pendulum
Rhododendron pendulum är en ljungväxtart som beskrevs av Joseph Dalton Hooker. Rhododendron pendulum ingår i släktet rododendron, och familjen ljungväxter. Inga underarter finns listade i Catalogue of Life.